# Maddalena Morano
Maddalena Caterina Morano (Chieri, 15 novembre 1847 – Catania, 26 marzo 1908) è stata una religiosa italiana.

## Biografia
Sesta di otto figli, Maddalena nacque nel 1847 a Chieri, nel torinese; i primi anni dell'infanzia di Maddalena furono caratterizzati da una serie di lutti famigliari, ovvero le morti improvvise dei cinque fratelli maggiori e del padre Francesco, quest'ultimo nel 1855. Nello stesso anno, la madre, Caterina Pangella, avviò Maddalena all'attività di sarta; due anni dopo, Maddalena cominciò a provare interesse per l'insegnamento, il quale si realizzerà grazie all'aiuto di uno zio sacerdote. 
Trasferitasi a Buttigliera d'Asti, Maddalena si diploma ed in collaborazione con il parroco del paese inaugura una scuola materna; comincia la sua carriera d'insegnate nel 1866, venendo assunta come maestra prima nella scuola di Montaldo Torinese e dopo quattordici anni nella scuola di Mornese, diretta da Madre Maria Domenica Mazzarello. Durante i quattordici anni d'insegnamento a Montaldo Torinese, Maddalena sente il desiderio di diventare suora; all'età di trent'anni viene inizialmente respinta dai conventi delle Figlie della Carità e delle Domenicane. Nel 1878, Maddalena entra nella Congregazione di Don Bosco ed il 4 settembre 1879 emette la professione cattolica nelle Figlie di Maria Ausiliatrice, ricoprendo incarichi di alta responsabilità. 
Nel 1881, Madre Morano viene chiamata dal vescovo di Catania, Giuseppe Benedetto Dusmet, per dirigere la scuola di Trecastagni; dopo quattro anni di dirigenza nel catanese, viene chiamata a dirigere per un anno la casa F.M.A. di Valdocco, a Torino, dopodiché si trasferisce definitivamente in Sicilia, la quale sarà per sempre la sua "patria del cuore"; in 26 anni, Madre Morano ha fondato: 19 case, 12 oratori, 6 scuole, 5 asili, 4 convitti e 3 scuole di religione, oltre a formare nuove suore. 
Affetta da un tumore, Madre Maddalena muore il 26 marzo 1908.

## Culto
Le sue spoglie, oggi sono deposte in un'urna di cristallo esposte ai fedeli in una nuova cappella. Esse hanno riposato nel cimitero di Alì Terme, in provincia di Messina, fino al 12 settembre 1939, giorno in cui vennero trasportate nella Chiesa dell'Istituto Maria Ausiliatrice, nella stessa cittadina termale, la "casa del suo cuore", in mezzo alle sue figlie. 
Papa Giovanni Paolo II, da Catania, ha proclamato madre Morano beata, stabilendone la celebrazione della festa al 15 novembre di ogni anno.